# انسیرویل، موسل
انسیرویل، موسل (به فرانسوی: Ancerville, Moselle) یک کمون در فرانسه است که در Canton of Pange واقع شده‌است.

## خصوصیات
انسیرویل ۵٫۲۳ کیلومترمربع مساحت و ۲۷۳ نفر جمعیت دارد.